# J-PHONE BLUESKY PROJECT
J-PHONE BLUESKY PROJECT（ジェイフォンブルースカイプロジェクト）とは、TOKYO FMでかつて放送されたラジオ番組である。パーソナリティは、松山三四郎（現・松山三四六）と小島麻子。

## 概要
- スポンサーのJ-PHONE（現：ソフトバンク）の携帯電話を活用した番組で、タイトルの「BLUESKY」も当時のJ-PHONEのインターネット接続サービス「J-SKY」にかけたものである。

- 番組内容は、毎月テーマを決めて行う写メールコンテスト（ちなみにJ-PHONE以外のカメラ付き携帯電話で応募してもOKだった）や、おすすめのJ-SKYの携帯サイトを紹介するものだった。

## 放送時間
- 原則として毎週土曜日12:00からの生放送（スペイン坂スタジオ）だったが、一部の地域では録音で時差ネットを行った局もあった。